# Anthony Clubb

a Compétitions nationales et continentales officielles uniquement.

b Matchs officiels uniquement.
Anthony Clubb dit Tony Clubb, né le 12 juillet 1992 à Gravesend (Angleterre), est un joueur anglais de rugby à XIII évoluant au poste de pilier, de troisième ligne, de deuxième ligne, d'ailier ou de centre dans les années 2000 et 2010. Il fait ses débuts professionnels en Super League avec les London Broncos en 2006 où il reste sept années avant de rejoindre les Warriors de Wigan avec lesquels il remporte le World Club Challenge (2017) et la Super League à deux reprises (2016 et 2018).  Il a été sélection en équipe d'Angleterre entre 2008 et 2010.

## Palmarès
- Collectif :
  - Vainqueur du World Club Challenge : 2017 (Wigan).
  - Vainqueur de la Super League : 2016 et 2018 (Wigan).
  - Finaliste de la Super League : 2014, 2015 et 2020 (Wigan).
  - Finaliste de la Challenge Cup : 2017 (Wigan).